# Halvergate
Halvergate är en by och en civil parish i Broadland i Norfolk i England. Orten har 607 invånare (2011). Byn nämndes i Domedagsboken (Domesday Book) år 1086, och kallades då Halfriate.